# トヨペット (ブランド)
トヨペット（Toyopet）は、トヨタ自動車の商号であり（1960年代までのカタログや新聞広告などではトョペットと表記されていた）、それを冠した「トヨペット店」という販売店舗系列が展開されている。元々は小型車用のブランド名と車名であり、自動車検査証にも「トヨペット」と記されていたが、現在は使われていないため、「トヨペット」は「トヨペット店」の略称となっている。

## 歴史
太平洋戦争後の1947年（昭和22年）9月、トヨタ初となる小型車（SA型乗用車、SB型トラック）の生産を開始するにあたり、愛称を一般から公募。その中から「トヨペット」が選ばれた。
1947年（昭和22年）10月、SA型乗用車は「トヨペット・SA型小型乗用車」、SB型トラックは「トヨペット・SB型小型トラック」として登場した。以後、小型車には「トヨペット」の名が付くようになる。
1950年代、対米輸出の先駆けとなる初代RS型が北米市場において、数々の故障を起こしたことにより、TOYOPET（トヨペット）ならぬ、TOYPET（トーイペット・おもちゃのペット）と揶揄された。
1956年（昭和31年）4月には、新しい販売網「トヨペット店」が設立された。これは、既存の「トヨペット・SKB型小型トラック」の増販を目的としたものである。同年、このトラックに「トヨエース」という車名が付与された。従って、現在のトヨペット店における取り扱い車種で最古のものはこのトヨエースである。ちなみに、「トヨペット」名の販売店ではあるものの、「トヨペット・クラウン」は、従来通りトヨタ店扱いとされた（東京は東京トヨタと東京トヨペットの併売だが個人タクシー用途の車種は東京トヨペットのみの扱いとなる。大阪は2006年（平成18年）8月7日までは大阪トヨペットでの扱いだったが、旧･大阪トヨタ（こちらが現在の大阪トヨペット）との社名交換で翌日から大阪トヨタでの扱いとなった。
こうしてトヨペット店が誕生したのとは対照的に、トヨペットブランドは縮小されていくことになる。1961年（昭和36年）に登場した小型車「パブリカ」では「トヨペット」の名は使われず、これ以降の新規車種も同様にトヨタブランドで登場する。また、既存のトヨペットブランドの車種も、次第にトヨタブランドに改めている。
ただし、初代マークII（1968年）は、トヨペット・コロナの派生車であったため、「トヨペット・コロナマークII」として登場している。そしてこれが、トヨペットブランド最後の新規車種となった。
最終的には、1978年（昭和53年）9月に登場した6代目コロナ（T130型）が、車名を「トヨペット・コロナ」から「トヨタ・コロナ」に改めたのを機に、車名としてのトヨペットは消滅した。

## トヨペット車
車名にトヨペットが付与されて販売された車の一覧

### 乗用車

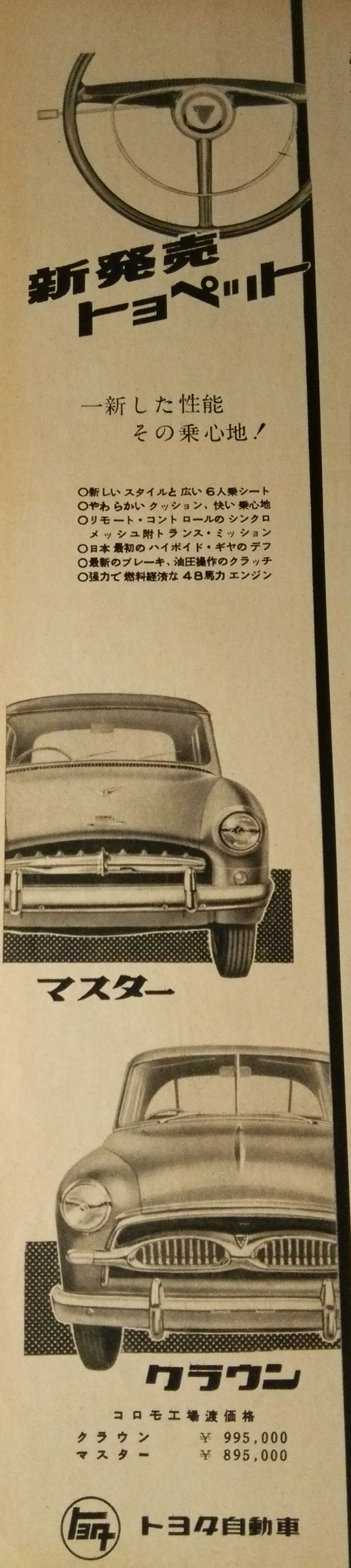
『アサヒグラフ』 1955年1月21日号掲載の広告

- トヨペット・SA型小型乗用車（1947年10月 - 1952年5月）
- トヨペット・SC型小型乗用車（1948年6月 - 1949年12月）
- トヨペット・SD型小型乗用車（1949年11月 - 1951年11月）
- トヨペット・SF型小型乗用車（1951年8月 - 1953年8月）
- トヨペット・スーパーRH型（1953年9月 - 1954年10月）
- トヨペット・クラウン（1955年）
- トヨペット・マスター（1955年）
- トヨペット・コロナ（1957年）
- トヨペット・コロナマークII（1968年）

### ライトバン
- トヨペット・マスターライン（1955年）
- トヨペット・コロナライン（1958年）

### ボンネット型トラック(ピックアップトラック）
- トヨペット・SB型小型トラック（1947年）
- トヨペット・SG型小型トラック（1952年）
- トヨペット・RK型小型トラック（1953年）
- トヨペット・マスターライン RR10系（1955年）
- トヨペット・ライトトラック RK30系（1957年。1959年5月にスタウトへ改名。）
- トヨペット・スタウト（1959年）
- トヨペット・ライトスタウト

### セミキャブオーバー型トラック
- トヨペット・SKB型小型トラック（1954年。1956年7月にトヨエースと命名される）
- トヨペット・RK52型ルートトラック（1956年）
- トヨペット・RK65型ルートトラック（1957年。1959年5月にトヨペット・ダイナとなる）